# SQLite
SQLite és una base de dades relacional continguda en una llibreria escrita en llenguatge de programació C. A diferència d'altres bases de dades relacionals, SQLite no és un sistema de gestió de base de dades que funcioni amb un paradigma client-servidor. SQLite no és un procés autònom, sinó que s'integra dins d'altres programes.
Les bases de dades SQLite s'emmagatzemen en un fitxer que conté tant la definició de l'estructura de les dades com les dades mateixes. En general, SQLite ofereix un alt rendiment en consultes, però poca escalabilitat en realitzar escriptures, ja que realitza un bloqueig a nivell de fitxer per permetre-les.
Alguns programes que utilitzen l'SQLite són: Mozilla Sunbird (a partir de la versió 0.30) o PHP (a partir de la versió 5.0) així com Adobe Photoshop Lightroom.